# 張守炎
張守炎（1848年—？），山東武定府海豐縣（今山東省無棣縣）人，清朝政治人物、同進士出身。
同治三年，鄉試中舉。光緒十六年，登進士。同年五月，著主事，分部学习。光緒二十三年，任會典館校對官。光緒二十六年，署河南懷慶府知府。